# 兰斯·布兰克斯
兰斯·布兰克斯（英語：Lance Blanks，1966年9月9日—2023年5月3日），美国NBA联盟前职业篮球运动员。他在1990年的NBA选秀中第1轮第26顺位被底特律活塞选中。